# Hymenophyllum memidimorphum
Hymenophyllum memidimorphum là một loài dương xỉ trong họ Hymenophyllaceae. Loài này được R.C. Moran & B. Øllg. mô tả khoa học đầu tiên năm 1995.